# Anavinemina axicata
Anavinemina axicata là một loài bướm đêm trong họ Geometridae.